# XXV Korpus Armijny (III Rzesza)
XXV Korpus Armijny – niemiecki korpus armijny, uczestniczył w inwazji na Francję, a następnie w jej okupacji. 
W 1938 roku stacjonował w Baden-Baden i stanowił część armii niemieckiej czasu pokoju jako Dowództwo Pogranicza Oberheim. Przemianowanie na XXV Korpus nastąpiło w październiku 1939 roku. W następnym roku XXV KA uczestniczył w inwazji na Francję w składzie 7 Armii. Po jej klęsce pozostał na terytorium Francji jako siła okupacyjna. W 1944 roku walczył z wojskami alianckimi wyzwalającymi Francję. Do alianckiej niewoli oddał się w maju 1945 roku.

## Dowódcy
- gen. Alfred Wäger do 6.11.1939
- gen. Karl Ritter von Prager 6.11.1939 - 1.05.1942
- gen. Wilhelm Fahrmbacher 1.05.1942 - 10.06.1944
- gen. Dietrich von Choltitz 10.06.1944 - 16.06.1944
- gen. Wilhelm Fahrmbacher od 16.06. 1944 - do kapitulacji[3]

## Struktura organizacyjna
Stan w czerwcu 1940 roku:
- 555 Dywizja Piechoty
- 557 Dywizja Piechoty

Stan w czerwcu 1944 roku:
- 265 Dywizja Piechoty
- 275 Dywizja Piechoty
- 343 Dywizja Piechoty